# Marvel’s The Avengers
Marvel’s The Avengers ist ein US-amerikanischer Action- und Science-Fiction-Spielfilm aus dem Jahr 2012, der als Comicverfilmung auf dem Superheldenteam The Avengers (in früheren deutschen Übersetzungen „Die Rächer“) des Verlages Marvel basiert. Regie führte Joss Whedon, die Hauptrollen spielen Chris Evans, Chris Hemsworth, Mark Ruffalo, Scarlett Johansson, Jeremy Renner, Tom Hiddleston und Robert Downey Jr. In den Vereinigten Staaten und in Deutschland ist Walt Disney Pictures für den Verleih zuständig, allerdings wird auf Filmplakaten, in den Trailern sowie im Vor- und Abspann des Films infolge einer Vereinbarung mit Paramount Pictures stattdessen das Logo von Paramount selbst verwendet. Der offizielle Filmstart in den Vereinigten Staaten war am 4. Mai 2012, in Deutschland und Österreich bereits am 26. April. Der Film wurde sowohl in 2D als auch in konvertiertem 3D veröffentlicht.
Marvel’s The Avengers ist der sechste Film, der direkt in Eigenfinanzierung von der Produktionsgesellschaft Marvel Studios produziert wurde. Er ist Teil des Franchise Marvel Cinematic Universe. Im April 2015 erschien die Fortsetzung, Avengers: Age of Ultron und im April 2018 der dritte Teil Avengers: Infinity War. Der vierte Teil Avengers: Endgame ist im April 2019 erschienen.

## Handlung
In einer geheimen Forschungsanlage mit dem Namen Projekt Pegasus arbeitet die Organisation S.H.I.E.L.D. daran, den Tesserakt (siehe Captain America: The First Avenger) als eine unerschöpfliche Energiequelle einzusetzen. Allerdings ist der aus Asgard stammende Würfel auch ein interdimensionaler Portalöffner, und eine außerirdische Macht, die Chitauri, will damit die Erde erobern. Zu diesem Zweck haben sie ein Bündnis mit dem Asen Loki geschlossen, der die Geheimnisse des Würfels kennt (siehe Thor). Mit seinem Zepter öffnet Loki durch den Tesserakt ein Portal im Inneren von Projekt Pegasus, dringt in die Anlage ein und bringt nach kurzem Kampf einige Mitarbeiter des Projekts um und Dr. Selvig und den S.H.I.E.L.D.-Spezialagenten Clint Barton (Hawkeye) durch Gedankenkontrolle in seine Gewalt. Mit deren Hilfe nimmt er den Tesserakt an sich und flüchtet aus der Anlage, die daraufhin durch das instabil gewordene Portal komplett zerstört wird.
Mithilfe seiner Agenten Phil Coulson und Black Widow rekrutiert Nick Fury, Leiter von S.H.I.E.L.D., einige Superhelden, die ihm bei der Wiederbeschaffung des Tesserakts helfen sollen: den brillanten Erfinder Tony Stark und den Experten für Gammastrahlung Dr. Bruce Banner. Zusammen mit Captain America versuchen sie in der Zentrale von S.H.I.E.L.D., einem flugfähigen Flugzeugträger namens Helicarrier, eine Spur des Tesserakts zu finden, der eine schwache Gammastrahlensignatur aussendet.
Kurze Zeit später taucht Loki zusammen mit Hawkeye in Stuttgart auf, um eine Probe Iridium zu stehlen. Die Superhelden stellen Loki, der sich überraschend schnell ergibt, und machen sich auf zum Helicarrier. Unterwegs fängt Thor sie ab, der auf die Erde gekommen ist, um Loki und den Tesserakt nach Asgard zurückzuholen. Nach einem kurzen Schlagabtausch mit Iron Man bezüglich der Verantwortung über Loki schließt Thor sich den Superhelden an. Auf dem Helicarrier angekommen wird Loki in eine Spezialgefängniszelle eingesperrt, doch er weigert sich, Informationen preiszugeben. Stark und Banner erkennen jedoch, dass Loki den Tesserakt zum Schaffen eines Portals benutzen will. Das gestohlene Iridium soll als Stabilisator dienen, damit das Portal nicht so instabil wird wie bei Projekt Pegasus.
Bald stellt sich Lokis Gefangennahme als Teil eines hinterlistigen Plans heraus. Während Hawkeye, der noch von Loki kontrolliert wird, mit einigen Helfern den Helicarrier infiltriert und eine Sabotage vorbereitet, entfacht Loki mit seinen manipulativen Fähigkeiten Zwistigkeiten zwischen den Superhelden. Diese haben inzwischen herausgefunden, dass Fury die Kräfte des Tesserakts nutzen wollte, um ein Arsenal von Superwaffen einzurichten, welche die Erde gegen eine drohende Invasion außerirdischer Kräfte wappnen sollten. Angestachelt von Lokis Einfluss bricht schließlich der Hulk in Dr. Banner aus und beginnt einen Amoklauf auf dem Schiff. Zur gleichen Zeit setzt Hawkeye zwei der Turbinen des Helicarriers außer Betrieb, der dadurch abzustürzen droht, und beschäftigt so Captain America und Iron Man, während Black Widow sich Hawkeye und Thor sich dem Hulk im Zweikampf stellen müssen. Zwar gelingt es Black Widow, Hawkeye K. o. zu schlagen und ihn dabei von der Gedankenkontrolle zu befreien, doch der Hulk geht beim Kampf über Bord. Loki bricht aus seiner Zelle aus, verwundet Coulson tödlich, schließt Thor in die Zelle ein und lässt ihn damit abstürzen, bevor er sich unbehelligt davonmacht.
Durch die Nachricht von Coulsons Tod schockiert legen Captain America und Iron Man ihren Zwist beiseite. Sie finden heraus, dass Loki das Portal auf dem neu errichteten Stark Tower in New York öffnen will, um dessen Arc-Reaktor (siehe Iron Man) als Energiequelle zu nutzen. Als die Helden dort ankommen, ist das Portal bereits geöffnet, und die Streitmacht der Chitauri beginnt ihren Angriff auf die Erde. Während die Superhelden den ersten Ansturm abwehren, stoßen auch Thor und der Hulk hinzu, die ihren Sturz zur Erde heil überstanden haben. Als jedoch immer mehr feindliche Streitkräfte aus dem Portal strömen, entschließt sich der Welt-Sicherheitsrat, dem S.H.I.E.L.D. untersteht, trotz Furys Einspruch und ungeachtet der potenziellen Opfer, die Gefahr durch eine Nuklearrakete zu beseitigen. Von Fury alarmiert fängt Iron Man die Rakete im Flug ab und steuert sie durch das Portal, wo sie auf der anderen Seite das Mutterschiff der Chitauri zerstört und damit die Abschaltung ihrer Kampfeinheiten bewirkt. Mit Selvigs Hilfe, der von Lokis Kontrolle befreit wurde, schließt Black Widow das Portal, unmittelbar nachdem der bewusstlose Iron Man hindurchfällt und zur Erde stürzt, wo der Hulk ihn auffängt. Loki muss sich den Avengers am Ende kleinlaut geschlagen geben.
Während das Bekanntwerden der Existenz der Avengers große öffentliche Aufmerksamkeit auslöst, trennen sich die Superhelden. Allerdings ist Direktor Fury zuversichtlich, dass sie wieder zusammenkommen werden, wenn eine neue Gefahr die Erde heimsucht. Thor kehrt zusammen mit Loki und dem Tesserakt nach Asgard zurück.
Im Abspann sieht man, wie irgendwo im All der Anführer der Chitauri den wahren Initiator der Invasion vor einem weiteren Angriff auf die Erde warnt, den galaktischen Eroberer Thanos.
In der Post-Credit-Szene sitzt das Avengers-Team in einem Restaurant inmitten der verwüsteten New Yorker Innenstadt und gönnt sich schweigend ein gemeinsames Schawarma-Essen, wie es sich Iron Man nach dem Endkampf gewünscht hat.

## Wichtige Figuren

### Captain America
Steven G. „Steve“ Rogers oder auch Captain America (Chris Evans) war ursprünglich ein schwächlicher junger Mann aus dem New Yorker Stadtteil Brooklyn, der 1943 mehrmals erfolglos versuchte, der US Army beizutreten und im Zweiten Weltkrieg zu kämpfen, jedoch aufgrund seiner körperlichen Gebrechen wiederholt abgelehnt wurde. Schließlich wurde Steve als Versuchsperson für ein geheimes Experiment des Militärs ausgewählt, das ihn von einem kleinen, schwächlichen Menschen in einen großgewachsenen, muskulösen Mann verwandelte. Mit einer Uniform und einem von Tony Starks Vater ‘Howard’ angefertigten Schild, der aus einem seltenen, nahezu unzerstörbaren (fiktiven) Metall namens Vibranium besteht, wurde er als „Captain America“ schließlich zu einem Superhelden. Beim Versuch, einen Bomber daran zu hindern, New York zu zerstören, brachte Steve das Flugzeug jedoch am nördlichen Polarkreis zum Absturz. Erst 70 Jahre später wurde das Flugzeug geborgen, und Steve, der all die Jahre über in Kryostase verbracht hatte, fand sich in einer ihm fremden Welt wieder.
Durch das Experiment, an dem er teilnahm, wurden nicht nur sein physisches Erscheinungsbild, sondern auch seine charakterlichen Eigenschaften verstärkt. Dadurch wurde Rogers zu einem Mann mit unerschütterlichen moralischen Grundsätzen, der stets das Gute in der Menschheit sieht und diese daher nie kampflos aufgibt.

### Iron Man
Anthony „Tony“ Stark oder auch Iron Man (Robert Downey Jr.) ist der Sohn des Industriellen Howard Stark und war nach dem Tod seines Vaters lange Zeit Geschäftsführer von Stark Industries. Tony ist seit Kindertagen ein genialer Erfinder und hat als Erwachsener den Ruf eines risikofreudigen Playboys mit einem gewaltigen Ego und Gottkomplex. Eine der Grundideen hinter der Darstellung der Rolle ist die eines „modernen Howard Hughes“. In Tonys Brust befindet sich seit dem Film Iron Man ein von ihm entwickelter „Arc-Reaktor“, der ursprünglich sein Leben retten sollte und später auch als Energiequelle für eine ebenfalls von Tony entwickelte High-Tech-Rüstung dient. Mit Hilfe der Rüstung wurde Tony zu einem Superhelden, dem die Medien den Namen „Iron Man“ (deutsch: „Eisenmann“) gaben, und auf einer Pressekonferenz gestand Tony der Öffentlichkeit schließlich, selbst Iron Man zu sein. In der Fortsetzung, Iron Man 2, drohte das Palladium, einer der Hauptbestandteile des Arc-Reaktors, langsam sein Blut zu vergiften, doch Tony gelang es schließlich, ein neues Element zu synthetisieren, das einen wirksamen Ersatz für das Palladium darstellt und so Tonys Gesundheitsproblemen ein Ende machte. Zwischenzeitlich hatte ihm Nick Fury, der Leiter des Geheimdienstes S.H.I.E.L.D., das Angebot gemacht, der von ihm geplanten „Avengers-Initiative“ beizutreten, doch da sich Tony in der Gewissheit, nicht mehr lange zu leben, zunehmend unberechenbar verhalten hatte, bot Fury ihm schließlich vorerst nur einen Posten als Berater an.

### Thor
Thor Odinson (Chris Hemsworth) ist ein Ase aus der Welt Asgard und wurde einst von den Wikingern als Gott des Donners verehrt. Seine Waffe ist sein Kriegshammer Mjölnir, der im Kern eines sterbenden Sterns geschmiedet wurde, nach jedem Wurf in Thors Hand zurückkehrt und es ihm ermöglicht, Wirbelstürme zu erzeugen, Blitze zu schleudern und zu fliegen. Im Film Thor verbannte Thors Vater Odin seinen Sohn auf die Erde, um diesen eine Lektion in Demut zu lehren. Auf der Erde machte Thor die Bekanntschaft des Wissenschaftlers Erik Selvig sowie des Geheimdienstes S.H.I.E.L.D. Als sich herausstellte, dass der Grund für Thors Verbannung auf ein Komplott seines Bruders Loki zurückging, war Thor bereit, sein Leben zu opfern, um die Menschen zu retten, die Loki beim Versuch, seinen Bruder zu töten, in Gefahr brachte. Schließlich kehrte Thor nach Asgard zurück, um Loki aufzuhalten, musste dafür jedoch die Regenbogenbrücke Bifröst, die Asgard mit der Erde und anderen Bereichen des Universums verbindet, zerstören – wissend, dass er nun nicht mehr zu Jane zurückkehren kann. Am Ende des Kampfes stürzte Loki in den Abgrund unter der Brücke.
Thors Rückkehr auf die Erde führt Loki auf Odin zurück, der seiner Meinung nach eine Menge schwarze Magie angewandt haben musste.

### Hulk
Der Hulk/Dr. Bruce Banner (Mark Ruffalo, Hulk-Stimme von Lou Ferrigno) war ursprünglich ein Wissenschaftler, der im Auftrag des Militärs an einer Neuauflage des Projekts, dem Steve Rogers einst seine Kräfte verdankte, arbeitete. Dazu unterzog er sich einem Selbstversuch und setzte sich zu diesem Zweck einer größeren (und eigentlich tödlichen) Menge Gammastrahlung aus. Das Experiment verwandelte ihn jedoch in ein übermenschlich starkes, instinktgesteuertes grünes Wesen, das einzig und allein von seinen Gefühlen gelenkt wird. Im Film Der unglaubliche Hulk versteckte sich Banner vor dem Militär und versuchte zu lernen, seine Emotionen unter Kontrolle zu halten, da er sich bei erhöhtem Puls – ausgelöst etwa durch Wut, Angst oder Aufregung – jederzeit wieder in das grüne Ungetüm, das von den Medien schließlich auf den Namen „Hulk“ (deutsch: „Koloss“) getauft wurde, verwandeln kann. Als jedoch beim Versuch, Banner aufzuhalten, ein Soldat in den noch monströseren Abomination („Abscheulichkeit“) verwandelt wurde, beschloss Banner, sich absichtlich in den Hulk zu verwandeln. Als solcher gelang es ihm schließlich, Abomination aufzuhalten. Am Ende des Films fand Bruce Zuflucht in British Columbia, Kanada, und versuchte nunmehr, den Hulk nicht länger zu unterdrücken, sondern sich bewusst in diesen zu verwandeln und ihn möglicherweise sogar zu kontrollieren.
Der Hulk ist zwar gefühls- und instinktgesteuert, aber keineswegs wahllos in seinem Handeln. Menschen, die ihm Unrecht taten, ihn oder Freunde gefährden, bekämpft er, während er keine Unbeteiligten absichtlich verletzt.

### Black Widow
Die Black Widow/Natasha Romanoff (Scarlett Johansson) war im Film Iron Man 2 eine Agentin des Geheimdienstes S.H.I.E.L.D., die bei Stark Industries eingeschleust wurde, um Tony Stark zu überwachen. Nachdem Nick Fury, der Leiter von S.H.I.E.L.D., Tony darüber aufgeklärt hat, für wen Natasha wirklich arbeitet, drang sie in eine Fabrik von Hammer Industries, einem Konkurrenzunternehmen von Stark Industries ein, in dem sie einen Gegner Tonys vermutete. Sie verfasste eine Beurteilung von Tony Stark, welche dazu führte, dass ihm zunächst nur eine Position als Berater im Avengers Team angeboten wurde.
Vor ihrer Zeit bei S.H.I.E.L.D. war Romanoff eine vom KGB ausgebildete Profikillerin. Der S.H.I.E.L.D.-Agent Barton / Hawkeye, der den Auftrag hatte, sie zu töten, widersetzte sich der Anordnung und bot ihr stattdessen an, für seine Organisation zu arbeiten.

### Hawkeye
Hawkeye/Clint Barton (Jeremy Renner) war im Film Thor ein Agent des Geheimdienstes S.H.I.E.L.D., dessen bevorzugte Waffe ein Recurvebogen (im Film Thor ist er mit einem Compoundbogen zu sehen) war. Er hat erstaunlich gute Augen, eine sehr gute Hand-Auge-Koordination und besitzt eine Vielzahl verschiedener Pfeile, deren Wirkung von Explosionen bis hin zu Elektroschocks reichen.

### Loki
Loki (Tom Hiddleston) wuchs in dem Glauben auf, er sei der Sohn von Odin, dem König von Asgard, und damit der Bruder von Thor. Tatsächlich ist er jedoch der Sohn von Laufey, dem König der Eisriesen aus Jotunheim, der als Kind von seinem Vater ausgesetzt worden war, woraufhin Odin ihn als eigenen Sohn angenommen hatte. Als Erwachsener ist Loki als Unheilstifter und Meister der Magie bekannt und ersann im Film Thor aus Neid auf seinen Bruder schließlich einen Plan, einen Konflikt zwischen Asgard und Jotunheim anzustiften, in der Hoffnung, in Odins Gunst aufzusteigen. Als er schließlich von seiner wahren Herkunft erfuhr, versuchte er, Jotunheim zu zerstören, um die letzten Spuren seiner Herkunft endgültig auszulöschen. Thor stellte sich ihm jedoch in den Weg und zerstörte schließlich die Regenbogenbrücke Bifröst. Odin und Thor versuchten daraufhin noch, Loki zu retten, doch als dieser erkannte, dass Odin seine Taten nicht gutheißt, stürzte er sich selbst in den Abgrund unter der Brücke. In einer Szene nach dem Abspann des Films war zu sehen, dass Loki überlebt hat und auf die Erde gelangt ist, wo er den Menschen Erik Selvig beeinflusst.

### Andere
Nick Fury (Samuel L. Jackson) ist der Leiter des fiktiven Geheimdienstes S.H.I.E.L.D. und die treibende Kraft hinter der Zusammenführung der Avengers.
Phil Coulson (Clark Gregg) ist ein S.H.I.E.L.D.-Agent und hatte bislang mit Tony Stark und Thor zu tun. Seine Ermordung durch Loki führt die Avengers-Initiative endgültig zusammen. Im MCU-Kontext wurde er später auf Anweisung von Nick Fury wiederbelebt.
Maria Hill (Cobie Smulders) ist ebenfalls eine S.H.I.E.L.D.-Agentin und hat in Marvel’s The Avengers ihren ersten Auftritt.
Erik Selvig (Stellan Skarsgård) ist ein Wissenschaftler, der im Film Thor zu den ersten Menschen gehörte, denen Thor nach seiner Verbannung auf die Erde begegnete. Lange Zeit zweifelte er daran, dass Thor tatsächlich der Donnergott aus der nordischen Mythologie ist, änderte seine Meinung jedoch schließlich, als Thor seine volle Kraft zurückerhielt. Während des Films deutete Selvig bereits an, dass er bereits Erfahrung mit dem Geheimdienst S.H.I.E.L.D. gemacht hatte, und in einer Szene nach dem Abspann des Films wird er schließlich ins Hauptquartier von S.H.I.E.L.D. gebracht, wo ihn Nick Fury um Hilfe bei der Untersuchung eines mysteriösen Artefakts bittet. Dabei stellt sich heraus, dass Selvig unter dem Einfluss Lokis steht, wovon Fury jedoch nichts mitbekommt.
Virginia „Pepper“ Potts (Gwyneth Paltrow) ist Tony Starks persönliche Assistentin und engste Vertraute. Am Ende von Iron Man 2 wurde sie zu Tonys Lebensgefährtin und Partnerin bei der Entwicklung seiner neuesten Projekte.
Jarvis (Stimme von Paul Bettany) ist eine künstliche Intelligenz, die sämtliche Systeme in Tony Starks Haus und Werkstatt kontrolliert und in der Interaktion mit Tony häufig mit einem sarkastischen Unterton spricht.

## Produktion

### Entstehung
Im Gegensatz zu den beiden anderen bekannten Marvel-Superheldenteams, den X-Men und den Fantastic Four (alte deutsche Übersetzung: „Die Fantastischen Vier“), deren Mitglieder ihre ersten Comic-Auftritte als Teil ihrer jeweiligen Teams hatten, besteht die Besonderheit der Avengers (alte deutsche Übersetzung: „Die Rächer“) darin, dass ihre bekanntesten Mitglieder zunächst als eigenständige Superhelden bekannt wurden und das Team laut einem häufig verwendeten Slogan auf den Covern der Comics einen Zusammenschluss der „mächtigsten Helden der Welt“ (im Original „Earth’s Mightiest Heroes“) darstellt. Da Marvel die Rechte für Verfilmungen der eigenen Comics über viele Jahrzehnte hinweg an verschiedene Studios vergeben hatte, war eine Filmadaption der Avengers-Comics lange Zeit unwahrscheinlich.
Erst im Zuge des Erfolgs der Spider-Man- und X-Men-Verfilmungen beschloss Marvel, eine neue Strategie für zukünftige Comicverfilmungen zu wagen: Aufgrund rückblickend nachteiliger Verträge, die in den 1990er Jahren geschlossen worden waren, hatte Marvel bis dahin nur geringe Lizenzeinnahmen für Verfilmungen der eigenen Comics verbuchen können. Künftige Verfilmungen sollten daher durch einen Ausbau der verlagseigenen Marvel Studios, die bis dahin nur als Lizenzgeber fungierten, zu einer tatsächlichen Filmproduktionsgesellschaft eine größere Gewinnbeteiligung für Marvel ermöglichen, während Paramount Pictures den Vertrieb übernehmen sollte. Zur Finanzierung dieses Vorhabens nahm Marvel einen Kredit in Höhe von 525 Millionen US-Dollar bei Merrill Lynch auf. Zudem wollte Marvel auf diese Weise eine größere kreative Kontrolle über die Filmadaptionen behalten und sicherstellen, dass die Handlungen und die Darstellungen der Figuren nicht zu sehr von den Comicvorlagen abweichen. Einer der Grundgedanken hinter dem neuen Ansatz war, dass sämtliche Filme, die von den Marvel Studios produziert werden würden, ähnlich den Comicvorlagen, in einem gemeinsamen Universum spielen sollen, was Crossover und Auftritte derselben Figuren in unterschiedlichen Filmen ermöglichen soll. Kevin Feige, President of Production der Marvel Studios, gab diesem Universum den Namen „Marvel Cinematic Universe“.
Im April 2005 gab Avi Arad, der damalige Geschäftsführer Marvels, bekannt, einen Film über die Avengers zu planen. Im September 2006 enthüllte Marvel im Rahmen einer Präsentation für Wall-Street-Analysten konkretere Pläne: So sollten zunächst Filme produziert werden, in denen einzelne Superhelden eingeführt werden, um diese dann später in einem Avengers-Film zusammenzuführen. Als konkrete Projekte geplant waren Filme über Iron Man, Captain America, Thor und Ant-Man sowie ein neuer Hulk-Film, der damals noch als Fortsetzung von Hulk (2003) angedacht worden war. Verwirklicht wurden davon letztendlich die Filme Iron Man (2008), die Fortsetzung Iron Man 2 (2010), Der unglaubliche Hulk  (2008), der inhaltlich nunmehr unabhängig von Hulk (2003) war, sowie Thor (2011) und Captain America: The First Avenger (2011). Am 31. Oktober 2013 kam die Thor-Fortsetzung Thor – The Dark Kingdom in die deutschen Kinos.
Im Juni 2007 wurde Zak Penn, der Drehbuchautor von Der unglaubliche Hulk, als Drehbuchautor für The Avengers bestätigt. Während des Streiks der Writers Guild of America, der von November 2007 bis Februar 2008 dauerte, traf Marvel im Januar 2008 eine vorläufige Vereinbarung mit der WGA, um die Arbeit an The Avengers fortsetzen zu können. Nach der Veröffentlichung von Iron Man, der sich zu einem Erfolg an den Kinokassen entwickelte, kündigte Marvel The Avengers offiziell für Juli 2011 an. Im September 2008 verlängerte Marvel einen bestehenden Vertrag mit Paramount Pictures, wodurch Paramount die weltweiten Vertriebsrechte an fünf weiteren Marvel-Verfilmungen erhielt, darunter auch The Avengers.

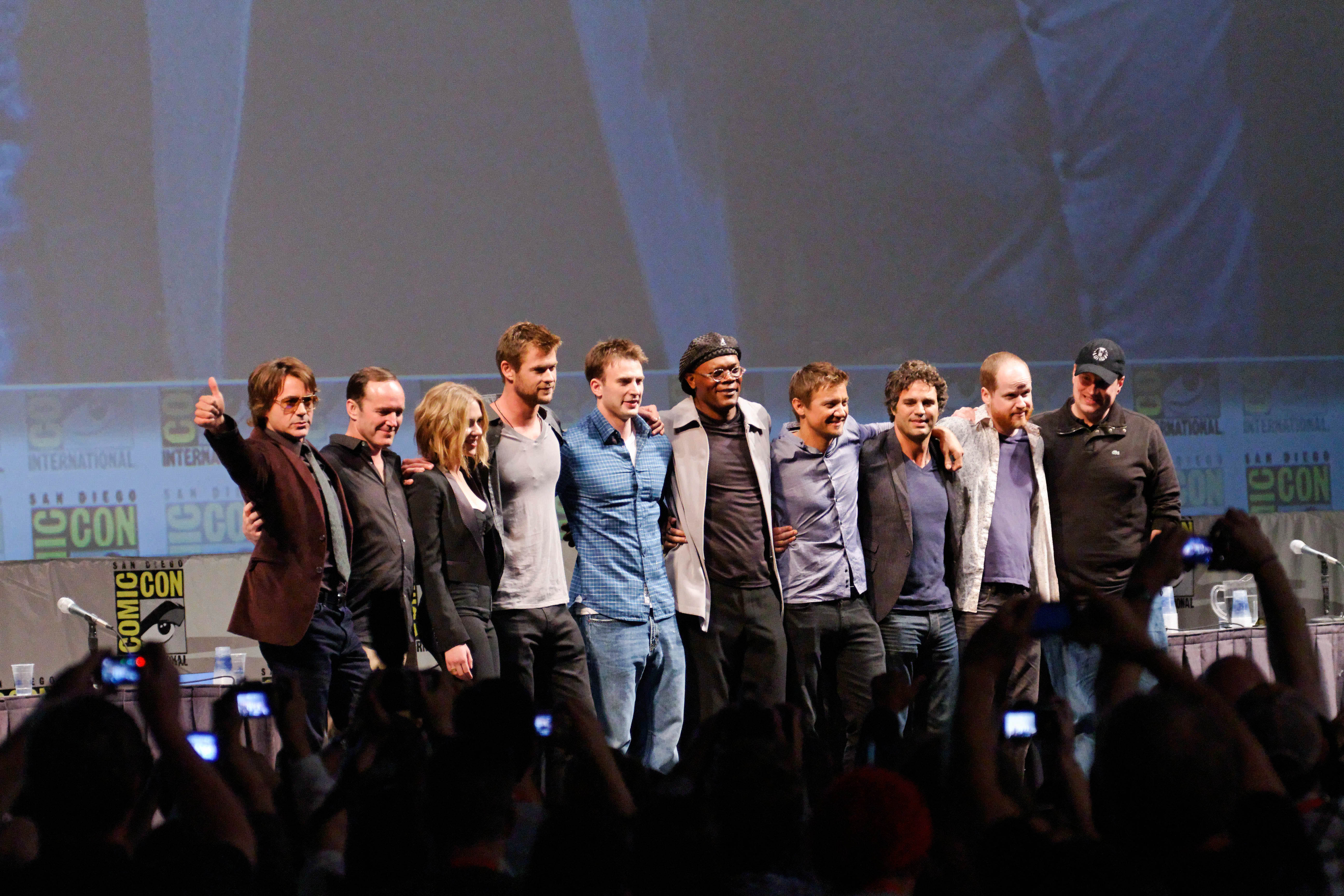
Die Hauptdarsteller mit Joss Whedon und Kevin Feige in San Diego

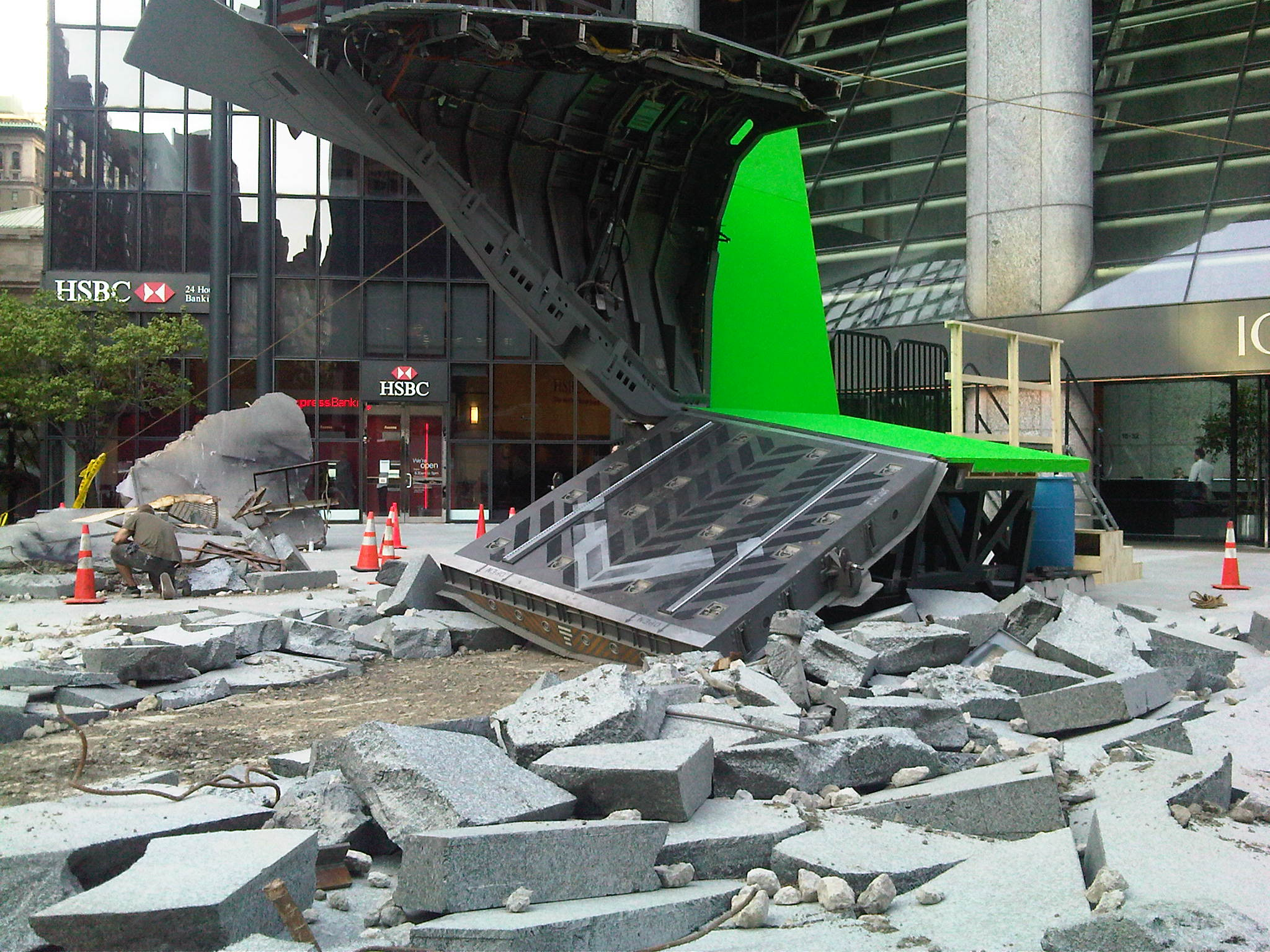
Filmset in New York City

Im Oktober 2008 kündigte Marvel offiziell an, dass Robert Downey Jr. seine Rolle als Tony Stark/Iron Man, die er bereits in den Filmen Iron Man und Iron Man 2 verkörpert hatte, auch in The Avengers spielen würde. Zudem sollte Don Cheadle erneut in seiner Rolle als James Rhodes, die er bereits in Iron Man 2 verkörpert hatte, zu sehen sein, während Jon Favreau, der Regisseur von Iron Man und Iron Man 2, die Aufgabe des Executive Producers von The Avengers übernehmen sollte. Cheadle bestätigte später, dass er zwar vertraglich an The Avengers gebunden gewesen sei, Marvel jedoch auf einen Auftritt seiner Rolle verzichtet habe. Im Februar 2009 schloss Samuel L. Jackson einen Vertrag mit Marvel, der vorsah, dass er die Rolle des Nick Fury, die er erstmals in Iron Man gespielt hatte, in insgesamt neun Filmen verkörpern sollte, darunter auch in The Avengers. Im März 2009 wurde Scarlett Johansson als Darstellerin von Natasha Romanoff in Iron Man 2 bestätigt. Im selben Zug wurde angekündigt, dass sie dieselbe Rolle auch in The Avengers verkörpern würde. Nahezu zeitgleich wurde der offizielle Filmstart vom 15. Juli 2011 auf den 4. Mai 2012 verschoben.
Weitere Hauptrollen, die bestätigt wurden, waren Chris Evans als Captain America und Chris Hemsworth als Thor. Edward Norton schlüpfte nicht in die Rolle des Hulks, da das Studio ihm „mangelnde Teamfähigkeit und Leidenschaft für die Rolle“ vorwarf, sodass er durch Mark Ruffalo ersetzt wurde. Zudem kommt noch, dass Cobie Smulders ins S.H.I.E.L.D.-Team einstieg.
Nachdem Jeremy Renner mit dem Film Tödliches Kommando – The Hurt Locker auf sich aufmerksam gemacht hatte, wurde spekuliert, dass er als Hawkeye ein Neuzugang werde. Dieses Gerücht wurde später bestätigt und Renner feierte sein Debüt in dieser Rolle in Thor durch einen Cameo-Auftritt.
Drehorte waren die Grumman Aerospace Factory in Los Angeles, Michigan, New Mexico und die Raleigh Manhattan Beach Studios. Die Dreharbeiten begannen im Februar 2011. Der Beginn wurde aber auf den 25. April 2011 verlegt.
Ein Ausschnitt des Drehbuchs gelangte versehentlich schon lange vor der Veröffentlichung des Films ins Internet. Ende 2010 schrieb das Albuquerque Journal zudem, dass die Rächer gegen zwei verschiedene Alienrassen antreten müssten, die Skrulls und die Kree. Hierbei handelte es sich allerdings um ein Gerücht.
Nachdem der Filmtrailer am ersten Tag auf iTunes zum Download verfügbar war, brach dieser den Rekord der meisten Downloads innerhalb der ersten 24 Stunden. Dieser wurde jedoch später vom direkten Konkurrenten The Dark Knight Rises erneut gebrochen. Am 29. Februar wurde wiederum ein Trailer veröffentlicht, der den Rekord erneut brach.

### Bezug zur Vorlage
Die ursprüngliche Comicversion der Avengers (in deutschen Übersetzungen der Comics bis 2011 „Die Rächer“ genannt) aus den 1960er Jahren wurde im Gegensatz zur Filmversion nicht auf Initiative der US-Regierung gegründet. Dafür war es jedoch auch in den Comics Loki, der die Gründungsmitglieder erstmals zusammenbrachte, indem er den Hulk manipulierte, um sich an Thor für eine frühere Niederlage zu rächen. Am Ende durchkreuzten die Superhelden Iron Man, Ant-Man, Wasp sowie Thor und der Hulk jedoch seine Pläne und beschlossen im Anschluss, gemeinsam ein Team zu gründen, die „Rächer“. Bereits im zweiten Heft kam es jedoch zu Konflikten zwischen Iron Man und dem Hulk. Am Ende des Heftes verließ letzterer das Team und wurde im dritten Heft gar zum Gegner der Rächer. Im vierten Heft fanden die verbliebenen Teammitglieder schließlich am nördlichen Polarkreis Captain America, der sich seit Ende des Zweiten Weltkriegs in Kryostase befand. Im Anschluss wurde Captain America zum Anführer der Rächer und erhielt rückwirkend gar anstelle des Hulk den Status eines Gründungsmitglieds. Einige Hefte später verließen alle verbliebenen Gründungsmitglieder das Team, und Captain America stellte ein neues Rächer-Team zusammen, zu dessen Mitgliedern auch Hawkeye gehörte, der hier anders als im Film kein S.H.I.E.L.D.-Agent war, sondern ein begnadigter Krimineller und früherer Gegner Iron Mans. Im Laufe der Jahre wechselten die Mitglieder häufig, und nach über hundert Heften trat schließlich auch die Black Widow, die einst eine sowjetische Spionin und als solche ebenfalls eine Gegnerin Iron Mans gewesen war und als solche eine kurze Beziehung mit Hawkeye hatte, den Rächern bei, die sie später zwischenzeitlich sogar anführte.
Die Beziehungen des Teams zur US-Regierung entwickelten sich erst im Laufe der Zeit. In einer Geschichte aus den späten 1970er Jahren hatte die Regierung den Rächern schließlich so viele Privilegien gewährt, dass der Nationale Sicherheitsrat eine Verbindungsperson bestimmte, die fortan dem Team gegenüber weisungsbefugt war und sogar über die Mitgliederstärke des Teams bestimmen durfte. Der erste Verbindungsmann war Henry Peter Gyrich, der häufig seine Autorität ausspielte. Spätere Verbindungspersonen zeigten sich dagegen kooperativer. In der Comicverfilmung X-Men spielte Gyrich eine kleine Rolle, allerdings stellte sich heraus, dass die Gestaltswandlerin Mystique Gyrich getötet und seinen Platz eingenommen hatte. Mit S.H.I.E.L.D. und Nick Fury wiederum kooperierten die Rächer in den Comics gelegentlich, waren dem Geheimdienst jedoch nie direkt unterstellt.
Die Idee, aus den Rächern eine S.H.I.E.L.D.-Gründung zu machen, wurde erstmals für die zweite Avengers-Comicserie verwendet, die ab 1996 als Teil des Crossovers „Heroes Reborn“ (deutsch: „Die Wiedergeburt der Helden“) erschien und in einem anderen Universum spielte. Später wurde die Idee für die Serie Die Ultimativen, die im „Ultimativen Universum“ spielte, erneut aufgegriffen, allerdings hieß das Team hier zunächst „The Ultimates“ (deutsch: „Die Ultimativen“), während die Avengers später als separates Team gegründet wurden. Aus dem „Ultimativen Universum“ wurde auch das Aussehen Nick Furys übernommen, der im „klassischen“ Marvel-Universum hellhäutig ist, während sein „ultimatives“ Gegenstück Samuel L. Jackson nachempfunden ist, der Marvel seinerzeit die Erlaubnis dafür erteilt hatte. Darüber hinaus waren die „ultimativen“ Versionen von Hawkeye und der Black Widow ursprünglich Mitglieder einer für verdeckte Operationen zuständigen Abteilung der „Ultimativen“, allerdings entpuppte sich die Black Widow später als Doppelagentin, die ihr Team verriet.
Maria Hill wurde erst 2005 in den Comics des „klassischen“ Marvel-Universums als S.H.I.E.L.D.-Agentin eingeführt, die anstelle des untergetauchten Nick Fury die Leitung des Geheimdienstes übernahm. Eine ihrer ersten Handlungen bestand darin, zu versuchen, eine Neugründung der kurz zuvor aufgelösten Rächer zu verhindern.

### Besetzung
An dem Film sind einige Oscar-Nominierte beteiligt: Robert Downey Jr. für Chaplin und Tropic Thunder, Samuel L. Jackson für Pulp Fiction, Jeremy Renner für Tödliches Kommando – The Hurt Locker und The Town – Stadt ohne Gnade, Mark Ruffalo für The Kids Are All Right, Gwyneth Paltrow ausgezeichnet für Shakespeare in Love, Regisseur Joss Whedon für Toy Story und Kameramann Seamus McGarvey für Abbitte.
Samuel L. Jackson spielt bereits das fünfte Mal Nick Fury in einem Kinofilm. Die einzigen anderen Superheldendarsteller, die genauso viele Auftritte für dieselbe Rolle hatten, sind Hugh Jackman als Wolverine und Robert Downey Jr. als Tony Stark (Iron Man).
Avengers-Mitschöpfer Stan Lee hat gegen Ende des Films einen Cameo-Auftritt als ungläubiger Schachspieler in einem der Fernsehberichte über den Sieg der Avengers. Außerdem ist er in einer geschnittenen Szene zu sehen, in welcher Steve Rogers (Captain America) in einem Café sitzt. Nachdem dieser sich mit der Kellnerin unterhalten hat, dreht sich Lee zu ihm um und sagt: „Frag sie nach ihrer Nummer, Idiot!“.

### Soundtrack
Neben dem Score von Alan Silvestri erschien ein Soundtrack namens Avengers Assemble mit Liedern von verschiedenen Interpreten, wie Papa Roach und Evanescence.
| Nr. | Titel                             | Interpret               |
| --- | --------------------------------- | ----------------------- |
| 1   | Live to Rise                      | Soundgarden             |
| 2   | I’m Alive                         | Shinedown               |
| 3   | Dirt and Roses                    | Rise Against            |
| 4   | Even If I Could                   | Papa Roach              |
| 5   | Unbroken                          | Black Veil Brides       |
| 6   | Breathe                           | Scott Weiland           |
| 7   | Comeback                          | Redlight King           |
| 8   | Into the Blue                     | Bush                    |
| 9   | A New Way to Bleed (Photek Remix) | Evanescence             |
| 10  | Count Me Out                      | Pusherjones             |
| 11  | Wherever I Go                     | Buckcherry              |
| 12  | From Out of Nowhere               | Five Finger Death Punch |
| 13  | Shake the Ground                  | Cherri Bomb             |
| 14  | Pistols at Dawn                   | Kasabian                |

### Synchronisation
Die Synchronisation übernahm die FFS Film- & Fernseh-Synchron GmbH in Berlin. Die Dialogregie führten Tobias Meister und Norman Matt, das Dialogbuch schrieb Klaus Bickert.
| Rolle                          | Schauspieler       | Deutscher Sprecher       |
| ------------------------------ | ------------------ | ------------------------ |
| Tony Stark / Iron Man          | Robert Downey Jr.  | Tobias Meister           |
| Steve Rogers / Captain America | Chris Evans        | Dennis Schmidt-Foß       |
| Bruce Banner / Hulk            | Mark Ruffalo       | Norman Matt              |
| Thor                           | Chris Hemsworth    | Tommy Morgenstern        |
| Natasha Romanoff / Black Widow | Scarlett Johansson | Luise Helm               |
| Clint Barton / Hawkeye         | Jeremy Renner      | Gerrit Schmidt-Foß       |
| Loki                           | Tom Hiddleston     | Peter Lontzek            |
| Agent Phil Coulson             | Clark Gregg        | Till Hagen               |
| Agentin Maria Hill             | Cobie Smulders     | Christine Stichler       |
| Professor Eric Selvig          | Stellan Skarsgård  | Detlef Bierstedt         |
| Nick Fury                      | Samuel L. Jackson  | Engelbert von Nordhausen |
| Virginia „Pepper“ Potts        | Gwyneth Paltrow    | Katrin Fröhlich          |
| J.A.R.V.I.S.                   | Paul Bettany       | Frank Schaff             |

## The Avengersals Teil des „Marvel Cinematic Universe“
Marvel’s The Avengers ist der sechste Film, der Teil eines größeren, gemeinsamen Universums, des „Marvel Cinematic Universe“, ist.
Der erste Film, Iron Man (2008), führte die Figur des Tony Stark ein, der im Verlauf der Filmhandlung zum Superhelden Iron Man wurde. Auch Pepper Potts, Phil Coulson, Nick Fury und die künstliche Intelligenz Jarvis hatten in Iron Man ihre ersten Auftritte im Rahmen des „Marvel Cinematic Universe“ und wurden genau wie Tony Stark von denselben Darstellern beziehungsweise Sprechern verkörpert wie in Marvel’s The Avengers. Fury war erst in einer Szene nach dem Abspann des Films zu sehen und unterbreitete Tony Stark das Angebot, der „Avengers-Initiative“ (in der deutschen Synchronfassung des Films als „Rächer-Initiative“ übersetzt) beizutreten.
Die Fortsetzung, Iron Man 2, erschien 2010 als dritter Film und führte die Figur der Natasha Romanoff ein, die hier noch nicht als „Black Widow“ bezeichnet wurde. Tony Stark entwickelte am Ende des Films eine neue Iron-Man-Rüstung und ersetzte das Palladium, das bis dahin den Kern des „Arc-Reaktors“ in seiner Brust bildete, der Tony am Leben hielt und seine Rüstung mit Energie versorgte, durch ein neues Element, das im Gegensatz zum Palladium nicht mehr sein Blut vergiftete. Da sich Tony zuvor in der Gewissheit, nicht mehr lange zu leben, unberechenbar verhalten hatte, stufte Natasha Romanoff ihn am Ende des Films für die „Avengers-Initiative“ als untauglich ein, weshalb Nick Fury ihm nunmehr lediglich einen Posten als Berater anbot. Auch Pepper Potts, Phil Coulson und Jarvis traten erneut auf und wurden genau wie Tony Stark, Natasha Romanoff und Nick Fury erneut von denselben Darstellern beziehungsweise Sprechern verkörpert wie in Marvel’s The Avengers.
Der zweite veröffentlichte Film, Der unglaubliche Hulk, führte die Figur des Bruce Banner sowie sein Alter Ego, den Hulk, ein. Banner befand sich auf der Flucht vor dem US-Militär und versuchte, ein Heilmittel für sein gammaverstrahltes Blut zu finden, um auf diese Weise den Hulk loszuwerden. Als jedoch ein Soldat in ein noch monströseres Ungetüm (Abomination) verwandelt wurde und im Gegensatz zum Hulk absichtlich Unschuldige angriff, verwandelte sich Banner absichtlich in den Hulk, um das Wesen aufzuhalten. Am Ende des Films fand Banner Zuflucht in British Columbia, Kanada, und versuchte nunmehr, den Hulk nicht länger zu unterdrücken, sondern sich bewusst in diesen zu verwandeln und ihn möglicherweise sogar zu kontrollieren. In der letzten Szene des Films suchte Tony Stark (erneut gespielt von Robert Downey Jr.) General Ross (William Hurt), den Verfolger des Hulk, in einer Bar auf und informiert ihn über die geplante Zusammenstellung eines Teams. Chronologisch ist Der unglaubliche Hulk somit nach Iron Man 2 einzuordnen, obwohl letzterer Film später veröffentlicht wurde. Im Gegensatz zu Marvel’s The Avengers wurde Bruce Banner in Der unglaubliche Hulk noch von Edward Norton gespielt, doch nachdem sich dieser bezüglich der Länge und des thematischen Schwerpunkts von Der unglaubliche Hulk mit Marvel überworfen hatte, wurde die Rolle für The Avengers mit Mark Ruffalo neu besetzt.
Der vierte Film, Thor (2011), führte die Figur des Thor, seinen Bruder Loki sowie den Wissenschaftler Erik Selvig ein. Im Verlauf des Films machte Thor Bekanntschaft mit dem Geheimdienst S.H.I.E.L.D. und Agent Phil Coulson. Auch Clint Barton war kurz zu sehen, wurde jedoch noch nicht als „Hawkeye“ bezeichnet. Nachdem Thor seine volle Kraft zurückerhalten hatte, ließ er Coulson wissen, dass sie auf derselben Seite stehen. Am Ende des Films durchkreuzte Thor Lokis Pläne und zerstörte die Regenbogenbrücke Bifröst, woraufhin Loki in den Abgrund unter der Brücke stürzte. In einer Szene nach dem Abspann wurde Erik Selvig von Nick Fury im Hauptquartier von S.H.I.E.L.D. begrüßt, jedoch stellte sich heraus, dass Loki überlebt hatte und auf die Erde gelangt war, wo er Selvig beeinflusst, ohne dass Fury dies mitbekommt. Sämtliche Figuren wurden von denselben Darstellern verkörpert wie in Marvel’s The Avengers.
Der fünfte Film, Captain America: The First Avenger (2011), spielte größtenteils zur Zeit des Zweiten Weltkriegs und führte die Figur des Steve Rogers ein, der im Verlauf des Films zum Superhelden Captain America wurde. Am Ende des Films stürzte Steve mit einem Flugzeug am nördlichen Polarkreis ab und wurde aufgrund des Serums in seinem Blut, das ihn von einem kleinen, schwächlichen Menschen in einen großgewachsenen, muskulösen Mann verwandelt hatte, in Kryostase versetzt. Erst Jahrzehnte später wurde er schließlich vom Geheimdienst S.H.I.E.L.D. entdeckt und wiederbelebt. Nick Fury klärte Steve im Anschluss darüber auf, dass seit dem Zweiten Weltkrieg 70 Jahre vergangen waren. Nach dem Abspann des Films folgte eine kurze Vorschau auf Marvel’s The Avengers. Sowohl Steve Rogers als auch Nick Fury wurden von denselben Darstellern verkörpert wie in The Avengers.
Nach Iron Man 3 folgte als achter Film Thor – The Dark Kingdom. Die Fortsetzung spielt zeitlich nach Marvel’s The Avengers.

## Rezeption

### Kritiken
The Avengers erhielt überwiegend positive Kritiken. Rotten Tomatoes fasst 321 Kritiken zusammen, von denen 295 und somit 92 Prozent positiv ausfielen. Durchschnittlich erhielt der Film 8 von 10 Punkten. Das Script vergesse niemals die Menschlichkeit seiner Helden, so die Zusammenfassung. Der Film werde seinem Hype gerecht und lege so die Messlatte für Marvel-Filme. Die Benutzerwertung beträgt 91 Prozent bei 1.130.541 abgegebenen Stimmen. Metacritic bewertet den Film mit 69 Prozent, basierend auf 43 Kritiken. 1.049.271 Nutzer der Internet Movie Database bewerten The Avengers mit 8,1 von 10 Punkten.

„Die eigentlich spannende Frage ist daher nicht, welcher Plot zur Zusammenführung der Figuren dient, sondern ob sich das markenfixierte Franchise-Unternehmen angesichts eines dreistelligen Millioneninvestments noch so etwas wie kreative Freiheit und Spielfreude gestattet. Und zum Glück lautet die Antwort: ja. […] Es mangelt keinesfalls an Schauwerten, und gerade im spektakulären Finale überträgt Whedon die Ästhetik der Comic-Panels mit Verve in den filmischen Raum, ohne dass der Betrachter dabei die Orientierung verliert. Doch die wichtigsten Spezialeffekte des Films bleiben zuvorderst die zündenden Wortwechsel.“

„Regisseur Joss Whedon begegnet dem Chaos, indem er es ausgesprochen chaotisch inszeniert: Der Film wirkt ein wenig unausgewogen. Er ist erst wirr, dann zäh, später ernst, hinterher lustig, selbstironisch gar und zum Ende hin unangenehm pathetisch, was aber unter einem gewissen Blickwinkel als Steigerung der Selbstironie betrachtet werden kann.“

„Unterhaltsamer Actionfilm, der die bekannten Superhelden-Figuren in einem neuen Kontext witzig und spannungsvoll interagieren lässt und die Fantastik der Erzählung durch Selbstironie ausbalanciert. In den turbulenten Actionszenen technisch perfekt und visuell einfallsreich inszeniert.“

„Mit ironischen Dialogen gespickte Duelle unter Helden sind originalgetreue Umsetzungen aus den Comics der 60er Jahre, die vor allem ältere Comic-Nerds entzücken werden. Jahrzehntelang scheiterten Superheldenverfilmungen an der technischen Realisierbarkeit solcher Konfrontationen. Digitale Spezialeffekte machen heute eine nahezu werkgetreue Umsetzung möglich. Die Grenze zwischen Real- und Animationsfilm verwischt. Die Medien Comic und Film verschmelzen in Marvel’s The Avengers formal und inhaltlich zu einem stimmigen Gesamtbild.“

### Einspielergebnis
Die 220-Mio.-Dollar-Produktion zog am Startwochenende 545.000 Zuschauer in die deutschen Kinos, was einer Einnahme von ca. 6 Mio. Euro entspricht. Damit belegt sie zwar Platz 1 bei den Einnahmen, jedoch wurde mit 668.000 Zuschauern American Pie: Das Klassentreffen stärker besucht. Bis Mitte August haben 2.226.537 deutsche Kinobesucher den Film gesehen. Die höheren Einnahmen entstehen durch die höheren Ticketpreise für 3D. In vielen anderen Ländern waren die Einnahmen deutlich höher. In Großbritannien nahm der Film 25,7 Mio. US-Dollar ein, womit er den besten Start für eine Comicverfilmung verzeichnet. Rekordstarteinnahmen verzeichnet er auch in Mexiko, Brasilien, Argentinien, Ecuador, Peru, Mittelamerika, Bolivien, Taiwan, den Philippinen und Hongkong.
Allein in den Vereinigten Staaten, wo The Avengers Umfragen zufolge bei Männern der am sehnlichsten erwartete Film des Jahres war, spielte er am ersten Abend 18,7 Mio. US-Dollar ein und übertrumpfte damit The Dark Knight, der bis dato mit 18,5 Mio. US-Dollar den Rekord für eine Comicverfilmung hielt. Über das Startwochenende hinweg brach er den Rekord für den besten Kinostart aller Zeiten in den Vereinigten Staaten mit 207,4 Mio. US-Dollar. Damit übertrumpfte er den vorherigen Rekordhalter, Harry Potter und die Heiligtümer des Todes: Teil 2, um fast 40 Mio. US-Dollar.
In 19 Tagen spielte The Avengers mehr als eine Milliarde US-Dollar ein. Damit war er die bis dahin erfolgreichste Comicverfilmung und der zwölfte Film überhaupt, der die 1-Milliarde-US-Dollar-Marke übersprang. Am Ende lagen die weltweiten Einnahmen bei 1,5 Mrd. US-Dollar. Damit ist er weltweit auf Platz 12 (Stand: 19. April 2025) der erfolgreichsten Filme aller Zeiten. Die ersten sechs Filme des Marvel Cinematic Universe haben zusammen weltweit 3,8 Mrd. US-Dollar eingespielt, was einem Schnitt von 633 Mio. US-Dollar pro Film entspricht. Dieser Durchschnittswert entspricht auch etwa den weltweiten Einnahmen von Iron Man 2.
| Land                   | Einspielergebnis in Dollar | Stand         | Premiere      |
| ---------------------- | -------------------------- | ------------- | ------------- |
| Vereinigte Staaten     | 623.357.910                | 04. Okt. 2012 | 04. Mai 2012  |
| VR China               | 84.100.000                 | 03. Jun. 2012 | 26. Apr. 2012 |
| Vereinigtes Königreich | 80.563.081                 | 12. Aug. 2012 | 26. Apr. 2012 |
| Brasilien              | 63.484.272                 | 12. Aug. 2012 | 27. Apr. 2012 |
| Mexiko                 | 61.748.523                 | 12. Aug. 2012 | 27. Apr. 2012 |
| Australien             | 54.385.465                 | 08. Jul. 2012 | 25. Apr. 2012 |
| Südkorea               | 50.683.851                 | 10. Jun. 2012 | 26. Apr. 2012 |
| Japan                  | 45.256.010                 | 30. Sep. 2012 | 17. Aug. 2012 |
| Russland               | 43.633.911                 | 07. Jul. 2012 | 03. Mai 2012  |
| Frankreich             | 37.765.919                 | 17. Jun. 2012 | 25. Apr. 2012 |
| Deutschland            | 30.828.359                 | 19. Sep. 2012 | 26. Apr. 2012 |
| Italien                | 22.012.517                 | 29. Jul. 2012 | 25. Apr. 2012 |

## Auszeichnungen (Auswahl)
Der Film war 2012 und 2013 für Dutzende Filmpreise nominiert und wurde mehrfach ausgezeichnet.
- BMI Film & TV Awards 2013: Auszeichnung für die Beste Musik
- 2013: Oscar-Nominierung in der Kategorie Beste visuelle Effekte (Janek Sirrs, Jeff White, Guy Williams, Daniel Sudick)
- Saturn-Award-Verleihung 2013: Auszeichnungen in den Kategorien Bester Science-Fiction-Film, Beste Regie, Beste Spezialeffekte und Bester Nebendarsteller (Clark Gregg)

## Trivia
- Eine Szene spielt in Stuttgart, wobei die Kulisse in Cleveland aufgebaut wurde. Dabei wurde die Realität nicht streng nachgebaut: Ein Buswartehäuschen wird als Stuttgarter Hauptbahnhof tituliert, Polizeiautos haben orange Drehlichter auf dem Dach und das angebliche Cafe Rüdiger wird neben der Brasserie Bolzstraße auf dem Schlossplatz angesiedelt.[54]
- In einigen Szenen trägt Tony Stark ein Black-Sabbath-T-Shirt. Eines ihrer bekanntesten Lieder heißt Iron Man.
- In der deutschen Übersetzung wurde die Avengers-Initiative in den vorherigen Teilen des Franchises, in denen sie namentlich Erwähnung fand (insbesondere Iron Man und Iron Man 2) noch als Rächer-Initiative bezeichnet, so wie auch die Comicvorlage der Avengers im deutschen Sprachraum bis vor kurzem anstatt unter dem Originaltitel The Avengers unter dem Titel Die Rächer publiziert wurde. Für die Veröffentlichung des Avengers-Films wurde dann jedoch auf die englische Originalbezeichnung zurückgegriffen anstatt auf die zu dem Zeitpunkt etablierte deutsche Entsprechung.
- In der Szene, in der Bruce Banner zurückverwandelt in den Haustrümmern liegt, fragt ihn der Wachmann, ob er ein Alien sei. Der Wachmann ist Harry Dean Stanton, der im Film Alien – Das unheimliche Wesen aus einer fremden Welt den Schiffstechniker spielt.